# Pseudomaenas bivirgata
Pseudomaenas bivirgata är en fjärilsart som beskrevs av Felder och Alois Friedrich Rogenhofer 1874. Pseudomaenas bivirgata ingår i släktet Pseudomaenas och familjen mätare. Inga underarter finns listade.